# Agentschappen van de Europese Unie
Een agentschap van de Europese Unie is een orgaan dat krachtens het Europees recht is opgericht om één specifieke taak te verrichten. Het woord agentschap zit niet altijd in de benaming; ze worden soms centrum, instituut, stichting, bureau of autoriteit genoemd.
"Agentschappen van de Europese Unie" moeten worden onderscheiden van "instellingen van de Europese Unie".
De instellingen van de Europese Unie zijn door verdragen in het leven geroepen, agentschappen door tweedegraads wetgeving.

## Lijst van agentschappen
- Autoriteit voor de bestrijding van witwassen en terrorismefinanciering (AMLA) - zetelt in Frankfurt am Main, Duitsland
- Orgaan van Europese regulerende instanties voor elektronische communicatie (BEREC) - zetelt in Riga, Letland
- Communautair Bureau voor plantenrassen (CBP) - zetelt in Angers, Frankrijk
- Communautair Bureau voor visserijcontrole (CFCA) - zetelt in Vigo, Spanje
- Europees Agentschap voor chemische stoffen (ECHA) - zetelt in Helsinki, Finland
- Europees Agentschap voor de veiligheid van de luchtvaart (EASA) - zetelt in Keulen. Duitsland
- Europees Agentschap voor maritieme veiligheid (EMSA) - zetelt in Lissabon, Portugal
- Europees Agentschap voor netwerk- en informatiebeveiliging (ENISA) - zetelt in Heraklion, Griekenland
- Europees Agentschap voor veiligheid en gezondheid op het werk (EU-OSHA) - zetelt in Bilbao, Spanje
- Europese Autoriteit voor voedselveiligheid (EFSA) - zetelt in Parma, Italië
- Europese Arbeidsautoriteit (ELA) - zetelt in Bratislava, Slowakije
- Europees Agentschap voor het beheer van de operationele samenwerking aan de buitengrenzen (Frontex, ook AMOCEB) - zetelt in Warschau, Polen
- Uitvoerend Agentschap onderwijs, audiovisuele media en cultuur (EACEA) - zetelt in Brussel, België
- Europees Toezichthouder voor gegevensbescherming (EDPS) - zetelt in Brussel, België
- Europees Instituut voor gendergelijkheid (EIGE) - zetelt in Vilnius, Litouwen
- Europees Bureau voor de grondrechten (FRA) - zetelt in Wenen, Oostenrijk
- Europees Bureau voor wederopbouw (EAR) - zetelt in Thessaloniki, Griekenland
- Europees Centrum voor de ontwikkeling van de beroepsopleiding (Cedefop) - zetelt in Thessaloniki, Griekenland
- Europees Centrum voor ziektepreventie en -bestrijding (ECDC) - zetelt in Stockholm, Zweden
- Europees Geneesmiddelenbureau (EMA) - zetelt in Amsterdam, Nederland (eerder in Londen)
- Europese GNSS-toezichtautoriteit (GNS) - Praag, Tsjechië
- Europees Milieuagentschap (EEA) - zetelt in Kopenhagen, Denemarken
- Europese Stichting tot verbetering van de levens- en arbeidsomstandigheden (Eurofound) - zetelt in Dublin. Ierland
- Europese Stichting voor opleiding (ETF) - zetelt in Turijn, Italië
- Drugsagentschap van de Europese Unie (EUDA) - zetelt in Lissabon, Portugal
- Europees Waarnemingscentrum voor racisme en vreemdelingenhaat (EUMC) - zetelt in Wenen, Oostenrijk
- Bureau voor intellectuele eigendom van de Europese Unie (merken, tekeningen en modellen) (EUIPO) - zetelt in Alicante, Spanje
- Spoorwegbureau van de Europese Unie (EUAR) - zetelt in Valenciennes, Frankrijk
- Uitvoerend Agentschap voor intelligente energie (IEEA) - zetelt in Brussel, België
- Vertaalbureau voor de organen van de Europese Unie (CdT) - zetelt in Luxemburg

- Het Europees Systeem voor financieel toezicht bestaat uit vier agentschappen:
  - Europese Bankautoriteit (EBA) – in Parijs, Frankrijk (tot 2019 was het gezeteld in Londen)
  - Europese Autoriteit voor effecten en markten (ESMA) - zetelt in Parijs, Frankrijk
  - Europese Autoriteit voor verzekeringen en bedrijfspensioenen (EIOPA) - zetelt in Frankfurt am Main, Duitsland.
  - Europees Comité voor systeemrisico's (ESFS) - zetelt in Frankfurt am Main, Duitsland.

- Europees Defensieagentschap (EDA) - zetelt in Brussel, België
- Instituut voor veiligheidsstudies van de Europese Unie (ISS) - zetelt in Parijs, Frankrijk
- Satellietcentrum van de Europese Unie (EUSC) - zetelt in Torrejón de Ardoz in Spanje

- Europese Politieacademie (EPA) - zetelt in Boedapest, Hongarije
- Europol (Europese Politiedienst) - zetelt in Den Haag. Nederland
- Eurojust (Europees Orgaan ter versterking van de justitiële samenwerking) - zetelt in Den Haag, Nederland

- Het Gemeenschappelijk Centrum voor Onderzoek van de Europese Commissie (JRC) is verspreid over 5 instituten:  
  - Sevilla, Spanje
  - Petten, Nederland
  - Ispra, Italië
  - Geel, België
  - Karlsruhe, Duitsland